# Jill Scott
Jill Louise Scott (født 2. februar 1987) er engelsk fodboldspiller, der spiller som midtbanespiller for Everton, lejet fra Manchester City, og for England. FIFAs tekniske rapport op til VM 2011 beskrev Scott som en af Englands fire enestående spillere; "en energisk, boldvindende midtbanespiller, som organiserer holdet godt, arbejder hårdt i begge ender af banen og kan ændre sit holds vinkel når det angriber."